# Noyers (Haute-Marne)
Noyers is een gemeente in het Franse departement Haute-Marne (regio Grand Est) en telt 76 inwoners (2009). De plaats maakt deel uit van het arrondissement Chaumont.

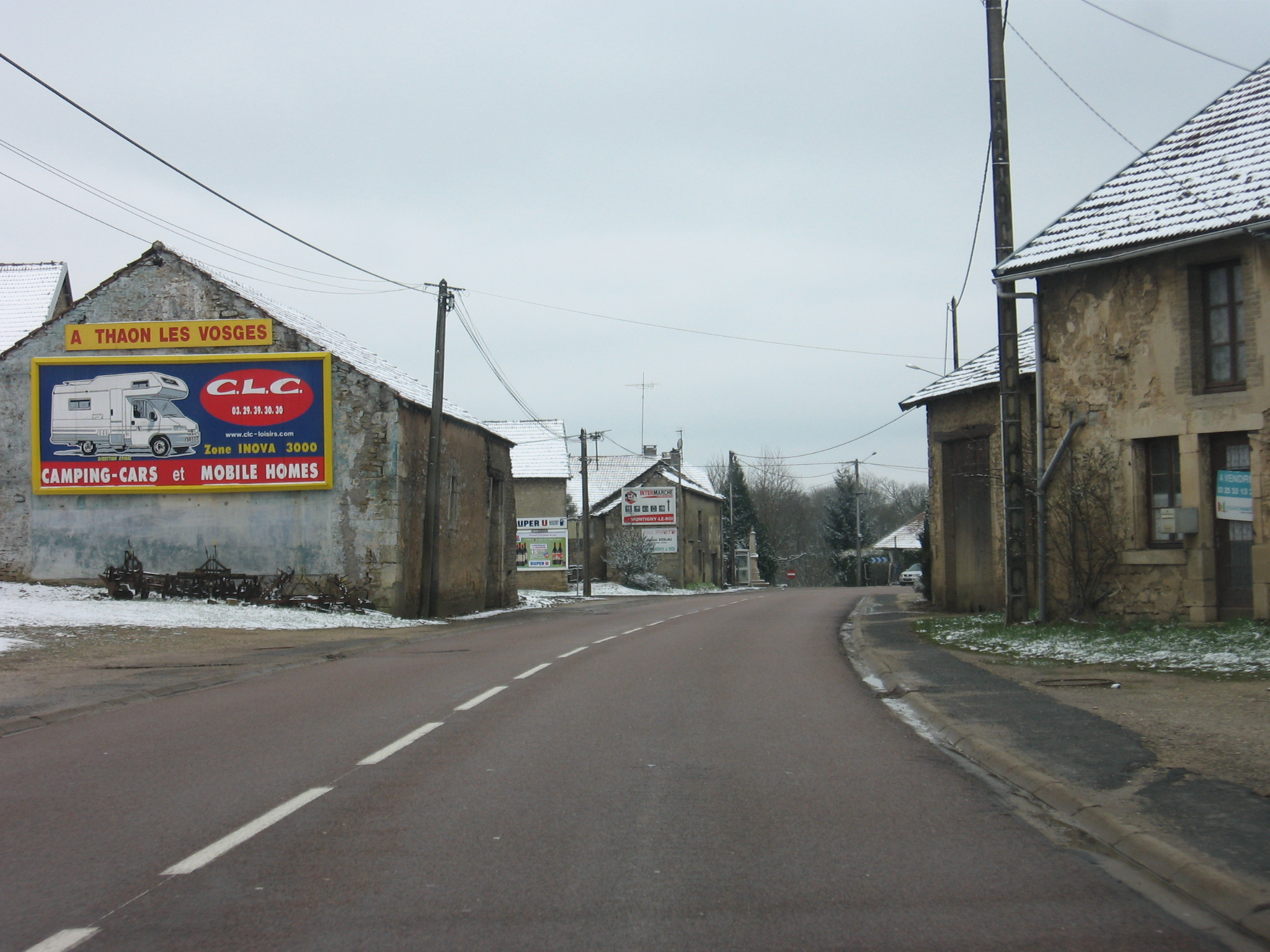
Noyers

## Geografie
De oppervlakte van Noyers bedraagt 7,5 km², de bevolkingsdichtheid is dus 10,1 inwoners per km².
De onderstaande kaart toont de ligging van Noyers (Haute-Marne) met de belangrijkste infrastructuur en aangrenzende gemeenten.

## Demografie
Onderstaande figuur toont het verloop van het inwonertal (bron: INSEE-tellingen).